# Sudanesiskt pund
Sudanesiskt pund är den valuta som används i Sudan sedan 24 juli 2011. Valutakoden är SDG. 1 pund = 100 piaster (arabiska: qirush).

## Användning
Valutan ges ut av Bank of Sudan - BoS som grundades 1960 och har huvudkontoret i Khartoum.

## Valörer
- Mynt: inga pundmynt
- Underenhet: 1, 2, 10, 20 och 50 piaster
- Sedlar: LS 1, LS 2, LS 5, LS 10, LS 20 och LS 50